# Celozrnné výrobky

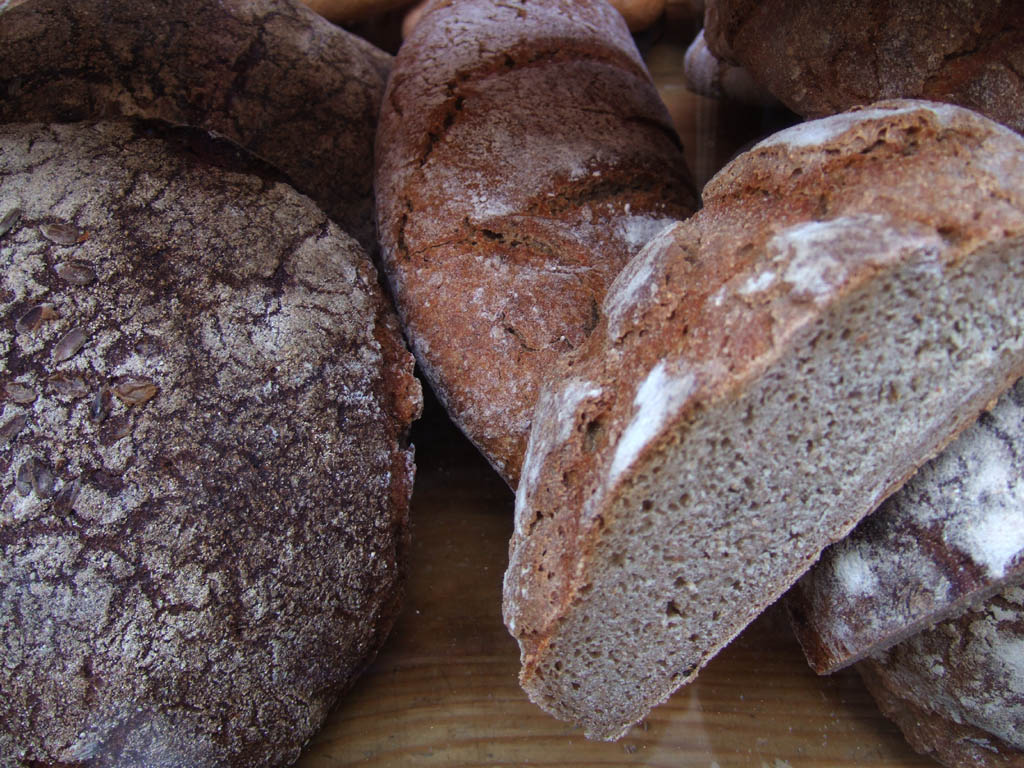
Celozrnný chléb

Celozrnné výrobky jsou obilné produkty, při jejichž výrobě byla použita celozrnná mouka. Podle § 11 vyhlášky č. 333/1997 Sb. je „celozrnným chlebem nebo celozrnným pečivem pekařský výrobek, jehož těsto musí obsahovat z celkové hmotnosti mlýnských obilných výrobků nejméně 80 % celozrnných mouk nebo jim odpovídající množství upravených obalových částic z obilky“. Celozrnná mouka se vyrábí ze všech částí zrna a obsahuje tedy otruby, endosperm a klíček, zatímco bílá mouka obsahuje pouze endosperm.
Celozrnná mouka obsahuje
- vlákninu,
- vitamíny (zejména skupiny B, dále D a E),
- minerální látky,
- stopové prvky,
- enzymy,
- esenciální mastné kyseliny.

Nevýhodou celozrnné mouky je její kratší trvanlivost.